# Nazarenos (seita)
Os nazarenos (ou nazorianos; grego: Ναζωραῖοι, Nazōraioi) era uma designação dada aos cristãos primitivos no século I d.C., bem como atualmente o termo hebraico נוֹצְרִי (nôṣrî) e o termo árabe نصارى ainda são utilizados para designar os cristãos. No século IV d.C. é registrado o uso desse termo para referir a um grupo marginal sectário dentro do cristianismo.

## O termo
Os registros mais antigos do uso do termo foram encontrados nos livros bíblicos de Macabeus 3:49; Amós 2:11-12 e Atos dos Apóstolos 24:5, no qual Paulo de Tarso é designado como um líder da seita dos Nazarenos ("πρωτοστάτην τε τῆς τῶν Ναζωραίων αἱρέσεως"). Naquela época, o termo designava seguidores de Jesus de Nazaré.

## A seita do Século IV
Com o passar do tempo, o termo foi utilizado no século IV para designar uma seita de cristãos judeus que continuavam a observar as regras rituais descritas Torá, diferentemente dos cristãos gentios que não observavam tais regras.
Foram pela primeira vez descritos por Epifânio de Salamina e, posteriormente, mencionados por Jerônimo, Eusébio de Cesareia   e Agostinho de Hipona. Sendo, que esses autores fizeram distinções entre os nazarenos descritos nos tempos em que escreviam e o significado do termo empregado em Atos 24:5.
De acordo com Epifânio, os nazarenos do século IV (Ναζωραιοι) originalmente se converteram ao cristianismo pregado pelos apóstolos. Durante a Primeira guerra judaico-romana, esses convertidos fugiram de Jerusalém para Pereia (a nordeste de Jerusalém) e, posteriormente, se espalharam para a Beréia (Alepo) e Basã, onde se estabeleceram permanentemente.
Os nazarenos eram grupos de seguidores de Jesus que cumpriam as prescrições do Pentateuco; usavam o Evangelho dos Hebreus, rejeitando quase todos os outros textos do Novo Testamento; aceitavam o nascimento virginal de Jesus . Sobre as crenças dos nazarenos é registrado:
| “ | Hoje ainda existe entre os judeus em todas as sinagogas do Oriente uma heresia que é chamada de minaenos, e que ainda é condenada pelos fariseus; [seus seguidores] são normalmente chamados de 'Nasarenes'; eles acreditam que Cristo, o filho de Deus, nasceu da Virgem Maria, e eles consideram que ele foi aquele que sofreu sob Pôncio Pilatos e ascendeu ao céu, e em quem nós também acreditamos. Mas embora eles finjam ser judeus e cristãos, eles não são nenhum dos dois. — Jerônimo. Epístola 75 a Agostinho. | ” |

No final do século XI, o Cardeal Humberto de Mourmoutiers sustentou que um grupo de cristãos que vivia na Lombardia e guardava o sábado seria de remanescente da seita dos nazarenos. Entretanto, Humberto, provavelmente, se referia aos pasagianos. Por volta de 1250, Gregório de Bérgamo, fez uma sustentação no mesmo sentido.